# Dascillus congruus
Dascillus congruus is een keversoort uit de familie withaarkevers (Dascillidae). De wetenschappelijke naam van de soort is voor het eerst geldig gepubliceerd in 1860 door Pascoe.